# Lytta auriculata
Lytta auriculata är en skalbaggsart som beskrevs av Horn 1870. Lytta auriculata ingår i släktet Lytta och familjen oljebaggar. Inga underarter finns listade i Catalogue of Life.

## Bildgalleri

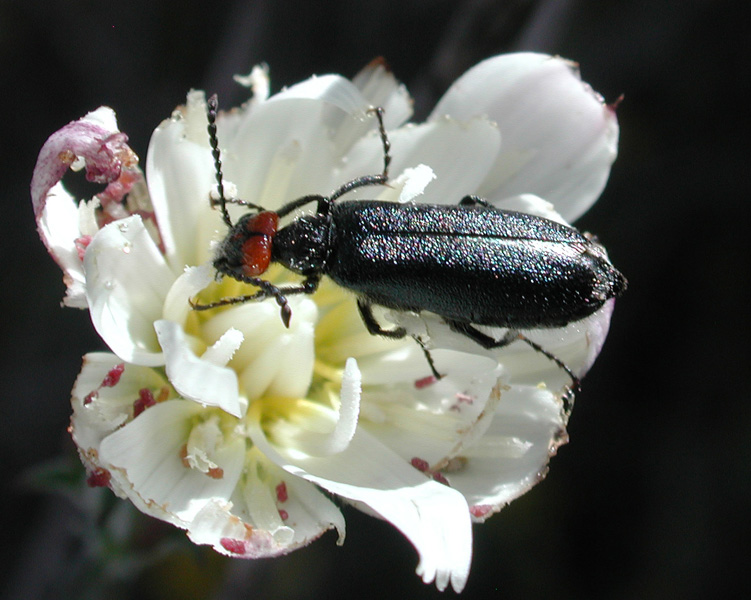
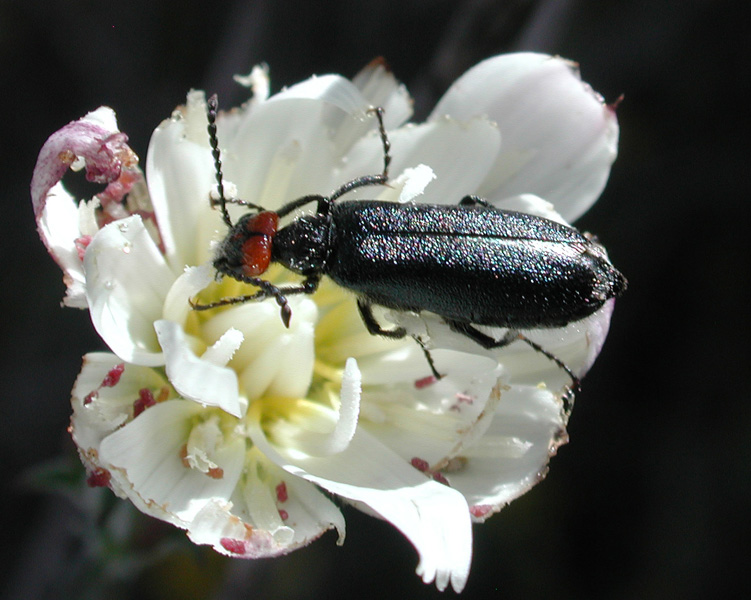